# Takashi Miura
Pour les articles homonymes, voir Miura (homonymie).
Takashi Miura (三浦隆司, Miura Takashi) est un boxeur japonais né le 14 mai 1984 à Mitane, au Japon.

## Carrière
Passé professionnel en 2003, Takashi Miura devient champion du Japon des poids super-plumes en 2009 puis champion du monde WBC de la catégorie le 8 avril 2013 aux dépens du mexicain Gamaliel Díaz. Miura conserve son titre aux points le 17 août 2013 face à Sergio Thompson, le 31 décembre 2013 contre Dante Jardon par arrêt de l'arbitre au 9e round et le 22 novembre 2014 bat par arrêt de l'arbitre au 6e round contre Edgar Puerta.
Il poursuit sa série de victoires en battant au 3e round l'australien Billy Dib le 1er mai 2015 avant d'être battu par Francisco Vargas le 21 novembre 2015 à Las Vegas par arrêt de l'arbitre au 9e round.